# Фенелон, Франсуа де Салиньяк
Франсуа де Салиньяк де Ла Мот-Фенелон (фр. François de Salignac de La Mothe-Fénelon, 6 августа 1651 — 7 января 1715, более известный как Фенелон) — французский священнослужитель, писатель, педагог, богослов. Автор знаменитого романа «Приключения Телемака» — литературного бестселлера XVII—XIX веков.

## Биография
Фенелон был выходцем из знатного, но обедневшего рода Салиньяков. Он родился в Сент-Мондане (Перигор). Его отец, маркиз Понс де Ла Мот-Фенелон, скончался, когда сыну было 12 лет; до этого времени Франсуа жил в своём родовом замке, не очень много времени посвящая занятиям вследствие слабого здоровья. Затем его взял под свою опеку дядя Франсуа, епископ Сарла; учился в Кагорском университете и в Парижской семинарии св. Сульпиция; тонзурован[что?] в 1669 году.
С 1671 года — каноник собора в Сарла.
С 1679 года — настоятель незадолго до того учреждённой конгрегации «Новые католички» (Nouvelles catholiques), назначением которой являлась катехизация молодых сторонниц протестантизма. В 1683 году скончался наставник и опекун Фенелона маркиз Антуан де Фенелон-Маньяк.
В 1680—1685 годах Фенелон проповедовал в Париже и диоцезе Мо.
После отмены Нантского эдикта в октябре 1685 года ему поручили проповедовать католицизм насильно обращённому протестантскому населению Сентонжа и Пуату, где он оставался до июня 1686 года.
В 1688 году Фенелон познакомился с известным мистиком, мадам Гийон. Фенелон ввёл её в кружок госпожи Ментенон (с 1691 года он стал духовником последней), где Гийон своим страстным темпераментом увлекла даже расчётливую и холодную возлюбленную короля.
Сам Фенелон до того увлёкся идеями квиетизма, которые проповедовала Гийон, что открыто отстаивал их, рискуя своим положением и своей карьерой.

### Фенелон — воспитатель герцога Бургундского
В 1689 году при содействии Боссюэ Фенелон был представлен ко двору, а 16 августа — назначен наставником внука Людовика XIV, герцога Бургундского; ему помогали герцог де Бовилье (воспитатель принца) и друг Фенелона аббат Клод Флёри.
Мальчик был очень даровит, но избалован до крайности. Фенелон, по свидетельству современников, произвёл чудо: дерзкого, своенравного, буйного мальчика скоро нельзя было узнать.
Находили даже, что воспитатель переусердствовал и чересчур основательно укротил нрав своего питомца.
Годом позже Фенелон был назначен наставником герцога Филиппа Анжуйского, младшего брата герцога Бургундского, будущего короля Испании Филиппа V.
В 1693 году Фенелон был избран членом Французской академии (вместо Пелиссона); во вступительной речи (31 марта 1693 года) он выразил свои воззрения на литературу.
Возможно, декабрём 1693 года следует датировать анонимное письмо Фенелона Людовику XIV, в котором он подверг критике политику монарха и его министров (опубликовано в 1787 г.). При этом Фенелон продолжал находиться в фаворе у короля: в декабре 1694 г. он был назначен настоятелем аббатства Сен-Валери-сюр-Сомм, а в феврале 1695 года — возведён в сан епископа Камбрезского.

### Опала
Решающим событием в судьбе Фенелона стала публикация в январе 1697 года его книги в защиту квиетизма «Разъяснения высказываний святых касательно внутренней жизни» («Explication des maximes des saints sur la vie intérieure»). Против неё выступил Боссюэ; Фенелон обратился с письмом к папе Иннокентию XII с просьбой вынести своё решение. Римская курия долго колебалась, ибо Боссюэ, опора галликанизма, далеко не был там популярен; но обидеть могущественного французского короля понтифик не решался (двор был на стороне Боссюэ). Первый приговор курии оказался благоприятным для Фенелона: голоса судей разделились поровну, но под давлением Людовика XIV папа велел вновь пересмотреть дело, и во второй инстанции книга была единогласно осуждена.
1 августа 1697 года Фенелон получил приказ покинуть двор и отправиться в свою епархию. Камбре незадолго перед тем был присоединён к Франции по Нимвегенскому миру; население его было преимущественно фламандское и к новому государю особенной любви не обнаруживало. Нужно было примирить его с Францией; это сделалось целью Фенелона, и он её в значительной степени достиг.
Остаток жизни Фенелон посвятил борьбе с янсенизмом и сочинительству.
В январе 1699 года Фенелон лишается титула наставника королевских отпрысков; между тем через полгода папа шлёт ему своё благосклонное письмо и выражает пожелание, чтобы тот стал кардиналом.
В августе 1710 года к Фенелону в Камбре прибыл и к концу года обратился в католичество англичанин шевалье Эндрю Рэмзи, один из деятелей раннего масонства, шотландец, большую часть своей жизни проживший во Франции. Впоследствии Рэмзи стал первым биографом Фенелона.
В апреле 1711 года умер дофин, и наследником престола стал герцог Бургундский, питомец Фенелона. Сторонники Фенелона пригласили его участвовать в разработке основ тех реформ, которые должны были быть произведены после смерти монарха. Фенелон встретился со своими единомышленниками в небольшом городке Шоне, и там были намечены важнейшие принципы будущих преобразований (сокращение придворных штатов, разграничение духовной и светской власти, провозглашение свободной торговли и пр.) Однако труд этот оказался напрасным: герцог Бургундский умер шесть месяцев спустя после смерти отца.
Умер Франсуа Фенелон в Камбре 1 января 1715 года, за восемь месяцев до смерти Людовика XIV.

## Сочинения

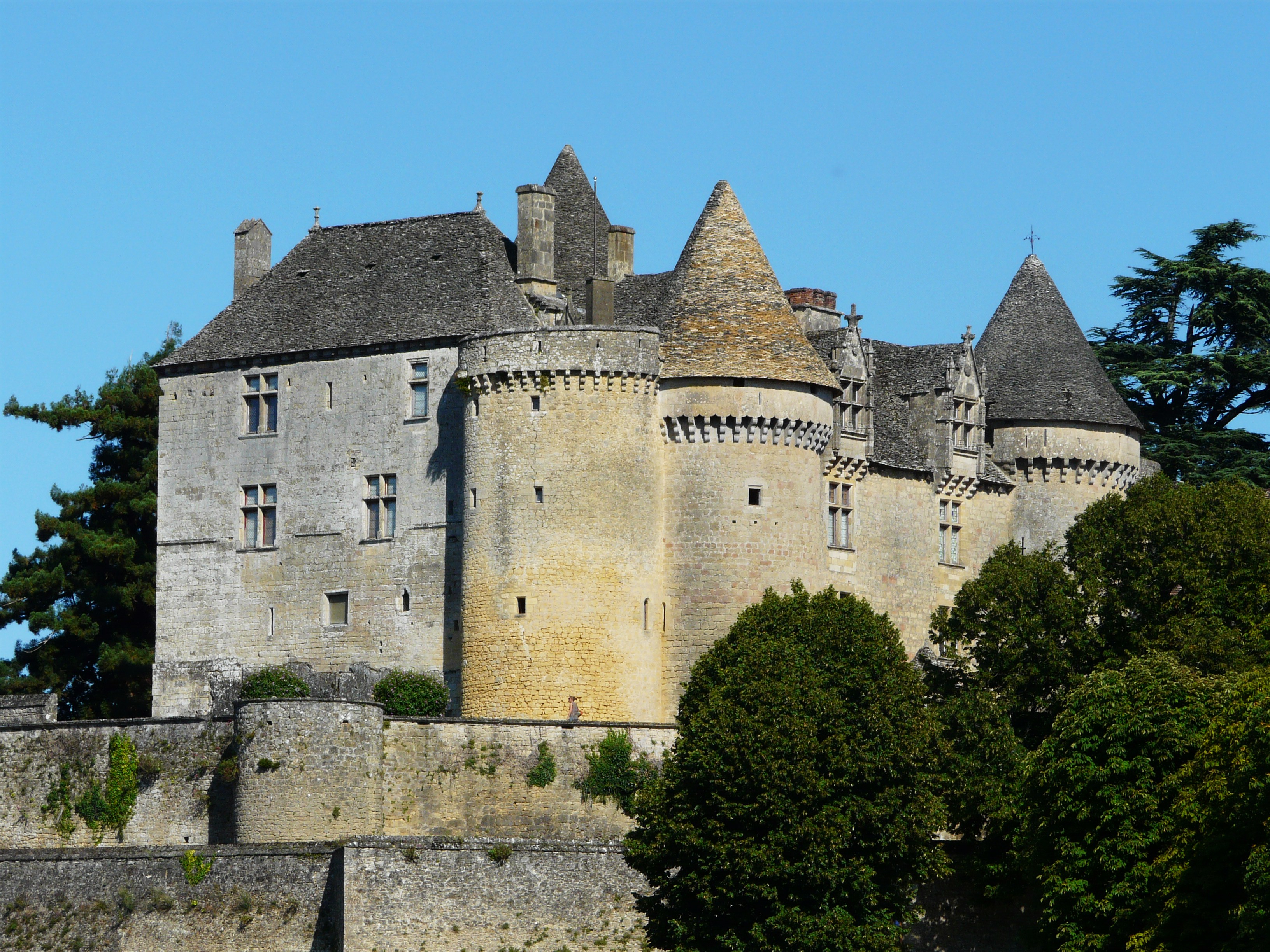
Замок Фенелон — место рождения писателя

### «О воспитании девиц»
В 1687 году Фенелон выпустил свою книгу «О воспитании девиц» (De l’Education des filles), в которой подверг критике господствовавший в то время взгляд, согласно которому девочек достаточно было обучать — кроме закона Божия, — тому, что необходимо женщине для внешнего успеха. Фенелон настаивал на том, что женщина — прежде всего мать; она должна воспитывать сыновей на пользу королю и отечеству; он ратует за достоинство женщины, требуя, чтобы ей давали образование и облагораживали её ум. Между тем образование это, по Фенелону, следует ограничить умением правильно говорить, читать и писать, производить четыре действия арифметики; знанием основных элементов права, знакомством с древней и французской историей. «Этот трактат … доставил молодому автору известность и лёг в основу воспитания Сен-Сирского пансиона, основанного мадам де Ментенон и впоследствии взятого за образец Екатериной II при создании Смольного института в Петербурге».

### «Диалоги мёртвых»
Написанные в манере Лукиана «Диалоги мёртвых» (Dialogues des morts, 1700—1718) содержат рассуждения о принципах управления государством и выполнены в увлекательной форме. В каждом отрывке заключалось какое-нибудь житейское, моральное и политическое нравоучение; так, беседа Пизистрата с Солоном призвана проиллюстрировать мысль, что тирания более гибельна для самого тирана, чем для народа; беседа Цезаря с Катоном — что абсолютизм не обеспечивает спокойствия и не укрепляет власти государей, а, напротив, делает их несчастными и приводит к их гибели.
«Рассказывают, что однажды воспитанник Фенелона ужаснул придворных фразой, почерпнутой из „Диалогов мёртвых“: „Король создан для подданных, а не подданные для короля“. Эта формула является антитезой известному изречению, приписываемому Людовику XIV: „Государство — это я“»

### «Приключения Телемака»
Роман «Приключения Телемака» (Les aventures de Télémaque) был написан в 1695—1696 годах, но первый его том был издан только в апреле 1699 г. В «Телемаке» Фенелон отдал дань своему увлечению классицизмом; критика, сопоставляя его с гомеровскими поэмами и с «Энеидой», нашла целый ряд прямых заимствований оттуда; Фенелон взял у древних не только сюжет, который был прямым подражанием «Одиссее», но и целые эпизоды, картины, даже детали; вместе с тем, однако, он сумел заимствовать у древних и дух их произведений, добиться простоты, силы и ясности стиля.
«Телемак» во многом перекликается с «Диалогами мёртвых» и представляет собой своего рода курс политической педагогики.
В романе содержится множество аллюзий на Людовика XIV и его министров, причём на долю каждого из приближённых монарха приходилась прозаическая эпиграмма.
Есть в «Телемаке» и утопические картины идеального государственного и общественного строя (Бетика, Салент), за которые король лишил автора остатков своего расположения.

### «Трактат о Существовании Бога»
Среди богословско-философских трактатов Фенелона — «Опровержение трактата Мальбранша о природе и благодати» (Réfutation du traité de Malebranche, sur la nature et le grâce, ок. 1687—1688) и «Трактат о Существовании Бога» (Traité de l’Existence de Dieu, 1712). Основная мысль последнего формулируется в следующем силлогизме: всё, что обнаруживает порядок и искусство, есть дело разумной силы; природа во всех своих произведениях обнаруживает порядок и искусство; следовательно, природа имеет разумную причину.
Трактат написан с присущей Фенелону ясностью и довольно долго служил школьным руководством во Франции.

### Письмо в Академию
В одном из последних своих сочинений, «Письме в Академию» (Lettre a l’Academie, 1714), Фенелон выдвигает целый ряд проектов для разработки: они касаются различных аспектов лексикографии, риторики, поэтики и истории. Автор «Телемака» предлагает подготовить и издать несложную, доступную для иностранцев или малограмотных французов грамматику, а также сочинить трактаты о различных драматических жанрах (трагедия и комедия). На «Письме» лежит явственный отпечаток «Спора о древних и новых», причём несмотря на все старания автора быть беспристрастным, ощущаются его вполне определённые симпатии по отношению к Древним.
«Письмо» проникнуто неприятием современного Фенелону упадка нравов и безмерной тяги к роскоши.

## Сочинения
- Фенелон. Письмо к Людовику XIV
- Фенелон Ф. Новые разговоры мёртвых. Т. 1
- Произведения Фенелона на французском в викитеке.
- Фенелон Ф. О воспитании девиц. СПб, 1763
- Фенелон Ф. Зрелище природы о существе Божием. М., 1766
- Фенелон Ф. Доказательство о бытии Бога, взятое из познания натуры, а особливо из познания человеческаго, сколько он может понять самым простым разумом. М., 1778
- Фенелон Ф. Краткое описание жизней древних философов… М., 1788
- Фенелон Ф. Забавы в уединении для всякаго возраста и состояния людей, в двух частях, с приобщением похождений Аристоноевых. М., 1797
- Фенелон Ф. Похождения Аристоноевы. М., 1797
- Фенелон Ф. Повести и басни. СПб, 1815
- Фенелон Ф. Свидетельство природы о Боге. СПб, 1893
- Избранные духовные творения Фенелона, архиепископа Камбрейского, ч. 1-4. М., 1820—1821
- Фенелон Ф. Приключения Телемака (сына Улисса). Киев, 1909

Переводов «Телемака» насчитывается до ста, в том числе много стихотворных (латинские, немецкий Нейкирха, русский — «Телемахида» Тредьяковского, прозаич. пер. Ив. Захарова, 1786).